# Jacques de Saint-Julien
Jacques de Saint-Julien est un ecclésiastique qui fut évêque d'Aire de 1538 à 1560.

## Biographie
Cet évêque est à l'origine du collège d'Aire fondé en 1553 par lettres patentes du roi Henri II de France. Il meurt en avril 1560.